# Ferdinand av Sachsen-Coburg-Saalfeld
Ferdinand Georg August av Sachsen-Coburg-Gotha, född 28 mars 1785 i Coburg, död 27 augusti 1851 i Wien, var en tysk prins av huset Sachsen-Coburg-Gotha och prins av Čabrad och Sitno, båda i nutidens Slovakien.

## Biografi
Ferdinand föddes som prins Ferdinand Georg August av Sachsen-Coburg-Saalfeld, hertig i Sachsen, som andra son till Frans Fredrik av Sachsen-Coburg-Saalfeld och Augusta Reuss-Ebersdorf, och senare blev han prins av Sachsen-Coburg-Gotha efter territoriebytena av hans far. Han var släkt med många europeiska monarker; hans syskonbarn inkluderade drottning Viktoria och hennes make prins Albert, Leopold II av Belgien och hans syster Charlotte av Belgien.
I Wien den 30 november 1815 gifte sig Ferdinand med Maria Antonia Koháry de Csábrág, en katolsk ungersk adelsdam och en av de rikaste arvtagerskorna på sin tid, arvtagerska till Čabrad och Sitno, båda i dagens Slovakien.
1826 dog Ferenc József, Fürst Koháry de Csábrág et Szitnya (Ferdinands svärfar), och han blev överhuvud för huset Kohary och antog titeln Fürst Kohary de Csábrág et Szitnya (Čabrad och Sitno) genom sin hustru. Från detta tillfället kallas linjen som hans ättlingar tillhör för Sachsen-Coburg-Kohary. På grund av arvet av Kohary blev denna gren av den protestantiska furstefamiljen katolsk och bra giften för många katolska kungligheter.

## Barn
1. Ferdinand II av Portugal (1816–1885), gemål till Maria II av Portugal och titulärkung
2. August Ludwig av Sachsen-Coburg-Gotha (1818–1881). Far till Ferdinand av Bulgarien
3. Victoria av Sachsen-Coburg-Gotha (1822–1857), gift med Ludvig Karl av Nemours
4. Leopold Franz av Sachsen-Coburg (1824–1884)